# Tiger-Zwergschmerle
Die Tiger-Zwergschmerle (Micronemacheilus cruciatus, Syn.: Yunnanilus cruciatus u. Nemacheilus cruciatus) ist eine Schmerle aus der monotypischen Gattung Micronemacheilus. Die Art wurde 1944 durch den schwedischen Zoologen Hialmar Rendahl erstmals beschrieben. 2001 wurde sie in die Gattung Yunnanilus verschoben, 2012 wurde sie von Kottelat wieder in die Gattung Micronemacheilus einsortiert. Sie ist laut IUCN nicht gefährdet.

## Merkmale
Sie ist gekennzeichnet durch senkrechte, schwarze Streifen an der Seite des Körpers, 8 verzweigte Rückenflossenstrahlen, einen runden, weißlichen Bauch und einen goldenen Rücken. Die weiblichen Tiere sind größer und haben einen runderen Bauch als die männlichen Tiere.

## Ökologie und Verbreitung
Die Tiger-Zwergschmerle kommt in den Küstenflüssen Zentralvietnams vor. Dort lebt sie in flachen, stillen, pflanzenreichen Teilen von Flüssen und Bächen mit schlammigem, sandigem Boden. Sie ernährt sich von kleinen Würmern, Insekten, Krebstieren und anderem Zooplankton.

## Aquaristik
Im Aquarium ist die Tiger-Zwergschmerle ein friedlicher Fisch, der sich nur in der Gruppe wohlfühlt. Sie benötigt ein stark bepflanztes Aquarium, dort hält sie sich gerne in den mittleren Wasserzonen auf. Die Art laicht als Haftlaicher ab, die Zucht im Aquarium ist möglich.